# Monument (platenlabel)
Monument is een platenmaatschappij, ook wel Monument Records en is opgericht in 1956 door Fred Foster en Bob Moore. Vanuit een opnamestudio in de voorstad van Nashville, Hendersonville, Tennessee, produceerden zij een grote verscheidenheid aan muziekstijlen, zoals rock-'n-roll, country-and-western en rhythm and blues.
Artiesten, die onder contract waren bij deze platenmaatschappij, waren: Roy Orbison, Robert Knight, Kris Kristofferson, Jeannie Seely, Boots Randolph, Dolly Parton, Ray Stevens, Cindy Walker, Tony Joe White, Charlie McCoy, Willie Nelson, J.K. Coltrain, Tommy Roe, Billy Ray Cyrus; The Velvets, Dixie Chicks, Connie Smith en Larry Gatlin & the Gatlin Brothers.
Met het vertrek van een van Monuments belangrijkste zakenpartners, Bob Moore, gevolgd door de overstap van Roy Orbison naar MGM Records in 1965, raakte de studio annex platenmaatschappij in de vergetelheid. Deze omstandigheden, gecombineerd met een serie foutieve investeringen in de jaren 1980 leiden tot het bankroet van Foster en Monument. Heden ten dage is Sony BMG de eigenaar van de Monumentopnames.